# Советско-английское торговое соглашение (1921)
Советско-английское торговое соглашение — документ, подписанный Великобританией и РСФСР 16 марта 1921 года в Лондоне. Со стороны Советской России подпись под соглашением поставил нарком внешней торговли Л. Б. Красин, со стороны Британии — министр торговли Роберт С. Хорн. Документ является первым соглашением, заключенным между Советской Республикой и крупным капиталистическим государством; он ознаменовал прорыв экономической блокады большевистского правительства.

## Текст
- «Сборник действующих договоров, соглашений и конвенций, заключенных РСФСР с иностранными государствами», вып. II. М., 1921, с. 12.
- Документы внешней политики СССР, т. 3, с. 607—614; т. 7, с. 609—636.